# گوگل دوو
دوو (انگلیسی: Duo) یک اپ موبایلی تماس تصویری توسعه یافته به وسیله گوگل است که در ۱۸ می ۲۰۱۶ در گوگل آی/او رونمایی شد. نسخه نهایی این نرم‌افزار از تابستان ۲۰۱۶ در دسترس قرار گرفت.

## ویژگی‌ها
ویژگی‌های این نرم‌افزار:
- تصویری 720p اچ‌دی
- بهینه‌سازی ارتباط برای سرعت‌های پایین بهینه‌سازی شده با وب‌آرتی‌سی و قرارداد داده‌نگار کاربر
- ویژگی تق تق (به انگلیسی: Knock Knock)-نمایش زنده از مخاطب در حال تماس پیش از جواب دادن به آن.
- رمزگذاری سرتاسر فعال به صورت پیش فرض
- پشتیبانی از دستیار گوگل
- استفاده از شماره تلفن موبایل کاربر برای برقراری ارتباط سریع با لیست مخاطبان
- راه‌گزینی خودکار مابین اینترنت همراه موبایل و وای-فای